# Idioma miami-illinois
El miami-illinois (nativo: myaamia, AFI: [mjɑːmia]) es una lengua indígena algonquina hablada anteriormente en Estados Unidos, primariamente en Illinois, Misuri, Indiana, Ohio occidental y áreas adyacentes a lo largo del río Misisipi por las tribus de la Condefederación Illinois, que incluían a los kaskaskia, los peoria, los tamaroa, los cahokia y los mitchigamea. Desde los años 1990 en la tribu miami de Oklahoma se han hecho esfuerzos por revivir la lengua en un proyecto conjunto con la Universidad Miami en Oxford (Ohio).

## Comparación léxica
Los numerales comparados en las variedades miami e illionois son:
| GLOSA | Miami        | Illinois      | PROTO- MIAMI- ILLINOIS |
| ----- | ------------ | ------------- | ---------------------- |
| '1'   | nkoti        | nikote        | *ni-koti               |
| '2'   | nīšwi        | nihssou       | *nīšwi                 |
| '3'   | nihswi       | nihssoui      | *nihswi                |
| '4'   | nīwi         | nihoui        | *nīwi                  |
| '5'   | yālanwi      | niaharaugh    | *nyālanwi              |
| '6'   | kākāthswi    | kakatsoui     | *kākāthswi             |
| '7'   | swāhtēthswi  | soatatsoui    | *swāhtēthswi           |
| '8'   | palāni       | parahare      | *palā-                 |
| '9'   | nkotiminēhki | nicote maneki | *ni-koti menēhki       |
| '10'  | matāthswi    | mitatsoni     | *metāthswi             |

- Datos: Q56523
- Multimedia: Miami-Illinois language / Q56523